# شکر (شهرستان قره‌بوره)
شکر (به قرقیزی: Шекер، شەكەر) یک منطقهٔ مسکونی در قرقیزستان است که در استان تلاس واقع شده‌است. شکر ۳٬۵۷۳ نفر جمعیت دارد و ۱٬۱۶۷ متر بالاتر از سطح دریا واقع شده‌است.